# JP Cooper
John Paul Cooper (* 1. November 1983 in Middleton, England), bekannt als JP Cooper (stilisiert JP. Cooper), ist ein britischer Sänger und Songwriter.

## Musikalischer Durchbruch
Cooper erlangte 2016 durch seine Zusammenarbeit mit dem britischen DJ Jonas Blue beim Song Perfect Strangers vor allem europaweite Bekanntheit. Der Song erreichte in Großbritannien, Irland, den Niederlanden, Belgien, Portugal, Schweden, Norwegen sowie in den deutschsprachigen Ländern die Top 10. In Neuseeland und Australien stieg die Single ebenfalls bis in die Top 10. Im September 2016 veröffentlichte er den Song September Song, welcher am 9. November 2016 zum BBC Radio 1 Hit des Tages gewählt wurde und in Großbritannien und Irland zum Nachfolgehit wurde. Es erreichte Anfang 2017 ebenfalls die Top 10 der Charts. In den meisten anderen Ländern konnte der Erfolg der Vorgängersingle jedoch nicht wiederholt werden.

## Diskografie
Alben
- 2017: Raised Under Grey Skies

EPs
- 2012: EP1
- 2012: EP2
- 2013: EP3
- 2014: Keep the Quiet Out
- 2015: When the Darkness Comes

Singles
- 2014: Closer (Promo)
- 2016: Five More Days (feat. Avelino)
- 2016: Party
- 2016: September Song
- 2017: Passport Home
- 2017: She’s on My Mind
- 2017: Wait
- 2017: Momma’s Prayers (feat. Stormzy)
- 2018: Dancing (mit Friction)
- 2018: All This Love (feat. Mali-Koa)
- 2018: Cheerleader
- 2019: Sing It with Me (mit Astrid S, UK: Silber)
- 2019: Losing Me (mit Gabrielle Aplin)
- 2019: The Reason Why (mit Stefflon Don & Banx + Ranx)
- 2020: In These Arms
- 2020: Bits and Pieces
- 2020: Little Bit of Love
- 2021: Beneath the Streetlights and the Moon

Als Gastmusiker
- 2012: The Artist Inside (Don Diablo feat. JP Cooper)
- 2015: Shivers (SG Lewis feat. JP Cooper)
- 2016: Perfect Strangers (Jonas Blue feat. JP Cooper, US: Gold)
- 2019: We Were Young (Petit Biscuit feat. JP Cooper)
- 2019: God Knows (Stress feat. JP Cooper)

## Auszeichnungen für Musikverkäufe
| Silberne Schallplatte - Vereinigtes Königreich - 2022: für das Lied Ordinary People Goldene Schallplatte - Australien - 2017: für die Single September Song - Belgien - 2017: für die Single September Song - Brasilien - 2024: für die Single Sing It With Me - Kanada - 2017: für die Single September Song - Neuseeland - 2019: für das Album Raised Under Grey Skies - Portugal - 2022: für die Single Sing It With Me - Spanien - 2024: für die Single Sing It With Me Platin-Schallplatte - Belgien - 2016: für die Single Perfect Strangers - Brasilien - 2024: für die Single September Song - Dänemark - 2022: für das Album Raised Under Grey Skies - Frankreich - 2022: für die Single September Song - Irland - 2016: für die Single Perfect Strangers - Italien - 2017: für die Single September Song - 2018: für die Single She’s on My Mind - Kanada - 2017: für die Single Perfect Strangers - Niederlande - 2017: für die Single September Song - Portugal - 2019: für die Single Perfect Strangers - Spanien - 2024: für die Single September Song | 2× Platin-Schallplatte - Dänemark - 2023: für die Single September Song - 2024: für die Single Perfect Strangers - Neuseeland - 2021: für die Single September Song - Schweden - 2017: für die Single September Song - Spanien - 2024: für die Single Perfect Strangers 5× Goldene Schallplatte - Mexiko - 2018: für die Single Perfect Strangers 3× Platin-Schallplatte - Italien - 2019: für die Single Perfect Strangers - Neuseeland - 2023: für die Single Perfect Strangers - Polen - 2020: für die Single Perfect Strangers - Schweden - 2016: für die Single Perfect Strangers 4× Platin-Schallplatte - Niederlande - 2017: für die Single Perfect Strangers 5× Platin-Schallplatte - Australien - 2023: für die Single Perfect Strangers Diamantene Schallplatte - Brasilien - 2024: für die Single Perfect Strangers - Frankreich - 2023: für die Single Perfect Strangers |

Anmerkung: Auszeichnungen in Ländern aus den Charttabellen bzw. Chartboxen sind in ebendiesen zu finden.
| Land/RegionAuszeichnungen für Musikverkäufe (Land/Region, Auszeichnungen, Verkäufe, Quellen) | Silber     | Gold       | Platin       | Diamant     | Verkäufe  | Quellen              |
| -------------------------------------------------------------------------------------------- | ---------- | ---------- | ------------ | ----------- | --------- | -------------------- |
| Australien (ARIA)                                                                            | —          | Gold1      | 5× Platin5   | —           | 385.000   | aria.com.au          |
| Belgien (BRMA)                                                                               | —          | Gold1      | Platin1      | —           | 45.000    | ultratop.be          |
| Brasilien (PMB)                                                                              | —          | Gold1      | Platin1      | Diamant1    | 330.000   | pro-musicabr.org.br  |
| Dänemark (IFPI)                                                                              | —          | —          | 5× Platin5   | —           | 380.000   | ifpi.dk DK2          |
| Deutschland (BVMI)                                                                           | —          | Gold1      | Platin1      | —           | 600.000   | musikindustrie.de    |
| Frankreich (SNEP)                                                                            | —          | —          | Platin1      | Diamant1    | 533.333   | snepmusique.com      |
| Irland (IRMA)                                                                                | —          | —          | Platin1      | —           | 15.000    | Einzelnachweise      |
| Italien (FIMI)                                                                               | —          | —          | 5× Platin5   | —           | 250.000   | fimi.it              |
| Kanada (MC)                                                                                  | —          | Gold1      | Platin1      | —           | 120.000   | musiccanada.com CA2  |
| Mexiko (AMPROFON)                                                                            | —          | Gold1      | 2× Platin2   | —           | 150.000   | amprofon.com.mx      |
| Neuseeland (RMNZ)                                                                            | —          | Gold1      | 5× Platin5   | —           | 157.500   | radioscope.co.nz NZ2 |
| Niederlande (NVPI)                                                                           | —          | —          | 5× Platin5   | —           | 200.000   | nvpi.nl              |
| Polen (ZPAV)                                                                                 | —          | —          | 3× Platin3   | —           | 60.000    | olis.pl              |
| Portugal (AFP)                                                                               | —          | Gold1      | Platin1      | —           | 15.000    | Einzelnachweise      |
| Schweden (IFPI)                                                                              | —          | —          | 5× Platin5   | —           | 200.000   | sverigetopplistan.se |
| Spanien (Promusicae)                                                                         | —          | Gold1      | 3× Platin3   | —           | 210.000   | elportaldemusica.es  |
| Vereinigte Staaten (RIAA)                                                                    | —          | Gold1      | —            | —           | 500.000   | riaa.com             |
| Vereinigtes Königreich (BPI)                                                                 | 4× Silber4 | Gold1      | 5× Platin5   | —           | 3.900.000 | bpi.co.uk            |
| Insgesamt                                                                                    | 4× Silber4 | 11× Gold11 | 50× Platin50 | 2× Diamant2 |           |                      |